# Presidenti del Lazio
I presidenti della Giunta regionale del Lazio, dal 1970 al 1999, erano eletti dal Consiglio regionale. Tuttavia, nel 1995, l’introduzione con la legge Tatarella della quota maggioritaria per la scelta dei consiglieri aveva creato di fatto una sorta di investitura popolare del presidente, non espressamente votato dai cittadini, ma indicato come capolista di tale quota. In seguito alla legge costituzionale n. 1 del 1999, l'elezione del presidente avviene per suffragio universale e diretto, con un mandato di cinque anni.

## Elenco
| Nº                                                    | Presidente (Nascita-Morte) | Presidente (Nascita-Morte) | Presidente (Nascita-Morte)                      | Partito                                        | Giunta                                     | Giunta              | Giunta                                     | Mandato           | Mandato         | Legislatura |
| Nº                                                    | Presidente (Nascita-Morte) | Presidente (Nascita-Morte) | Presidente (Nascita-Morte)                      | Partito                                        | Giunta                                     | Giunta              | Giunta                                     | Inizio            | Fine            | Legislatura |
| ----------------------------------------------------- | -------------------------- | -------------------------- | ----------------------------------------------- | ---------------------------------------------- | ------------------------------------------ | ------------------- | ------------------------------------------ | ----------------- | --------------- | ----------- |
| Presidenti eletti dal Consiglio regionale (1970-1995) |                            |                            |                                                 |                                                |                                            |                     |                                            |                   |                 |             |
| 1                                                     |                            |                            | Girolamo Mechelli (1923–1986)                   | Democrazia Cristiana                           | Mechelli                                   |                     | Centro-sinistra organico (DC-PSI-PSDI-PRI) | 1º settembre 1970 | 17 gennaio 1972 | I (1970)    |
| 2                                                     |                            |                            | Luigi Cipriani (1923–1982)                      | Democrazia Cristiana                           | Cipriani                                   | 17 gennaio 1972     | Centro-sinistra organico (DC-PSI-PSDI-PRI) | 23 ottobre 1973   |                 | I (1970)    |
| 3                                                     |                            |                            | Rinaldo Santini (1914–2013)                     | Democrazia Cristiana                           | Santini                                    | 23 ottobre 1973     | Centro-sinistra organico (DC-PSI-PSDI-PRI) | 22 settembre 1975 |                 | I (1970)    |
| 4                                                     |                            |                            | Roberto Palleschi (1925–2009)                   | Partito Socialista Italiano                    | Palleschi                                  |                     | Socialcomunismo PCI-PSI                    | 22 settembre 1975 | 23 marzo 1976   | II (1975)   |
| 5                                                     |                            |                            | Maurizio Ferrara (1921–2000)                    | Partito Comunista Italiano                     | Ferrara                                    | 23 marzo 1976       | Socialcomunismo PCI-PSI                    | 5 agosto 1977     |                 | II (1975)   |
| 6                                                     |                            |                            | Giulio Santarelli (1935– )                      | Partito Socialista Italiano                    | Santarelli I                               | 6 agosto 1977       | Socialcomunismo PCI-PSI                    | 8 giugno 1980     |                 | II (1975)   |
| 6                                                     | Santarelli II              |                            | Giulio Santarelli (1935– )                      | Partito Socialista Italiano                    | Centro-sinistra organico (DC-PSI-PSDI-PRI) | 8 giugno 1980       | 24 marzo 1983                              | III (1980)        |                 |             |
| 7                                                     |                            |                            | Bruno Landi (1939– )                            | Partito Socialista Italiano                    | Centro-sinistra organico (DC-PSI-PSDI-PRI) | Landi I             | 24 marzo 1983                              | III (1980)        | 18 aprile 1984  |             |
| 8                                                     |                            |                            | Gabriele Panizzi (1937– )                       | Partito Socialista Italiano                    | Centro-sinistra organico (DC-PSI-PSDI-PRI) | Panizzi             | 18 aprile 1984                             | III (1980)        | 31 luglio 1985  |             |
| 9                                                     |                            |                            | Sebastiano Montali (1937– )                     | Partito Socialista Italiano                    | Montali                                    |                     | Pentapartito (DC-PSI-PSDI-PRI-PLI)         | 31 luglio 1985    | 17 maggio 1987  | IV (1985)   |
| (7)                                                   |                            |                            | Bruno Landi (1939– )                            | Partito Socialista Italiano                    | Landi II                                   | 17 maggio 1987      | Pentapartito (DC-PSI-PSDI-PRI-PLI)         | 27 luglio 1990    |                 | IV (1985)   |
| 10                                                    |                            |                            | Rodolfo Gigli (1935–2023)                       | Democrazia Cristiana                           | Gigli                                      |                     | Pentapartito (DC-PSI-PSDI-PRI-PLI)         | 27 luglio 1990    | 5 agosto 1992   | V (1990)    |
| 11                                                    |                            |                            | Giorgio Pasetto (1941–2022)                     | Democrazia Cristiana                           | Pasetto                                    | 5 agosto 1992       | Pentapartito (DC-PSI-PSDI-PRI-PLI)         | 21 febbraio 1994  |                 | V (1990)    |
| 12                                                    |                            |                            | Carlo Proietti (1943–2020)                      | Partito Socialista Italiano                    | Proietti                                   |                     | PPI-PSI-PSDI-VA-FdV-Rad-AD                 | 21 febbraio 1994  | 18 gennaio 1995 | V (1990)    |
| 13                                                    |                            |                            | Arturo Osio (1932– )                            | Federazione dei Verdi                          | Osio                                       |                     | PPI-PDS-SI-FdV-Rad-AD-PSI-PRI              | 18 gennaio 1995   | 16 giugno 1995  | V (1990)    |
| Presidenti eletti direttamente (1995-presente)        |                            |                            |                                                 |                                                |                                            |                     |                                            |                   |                 |             |
| 14                                                    |                            |                            | Piero Badaloni (1946– )                         | Indipendente di centro-sinistra                | Badaloni                                   |                     | L'Ulivo PDS-PPI-PdD-FdV-PRC                | 16 giugno 1995    | 15 maggio 2000  | VI (1995)   |
| 15                                                    |                            |                            | Francesco Storace (1959– )                      | Alleanza Nazionale                             | Storace                                    |                     | Casa delle Libertà AN-FI-CCD-CDU           | 15 maggio 2000    | 2 maggio 2005   | VII (2000)  |
| 16                                                    |                            |                            | Piero Marrazzo (1958– )                         | Indipendente di centro-sinistra                | Marrazzo                                   |                     | L'Unione PD-PRC-FdV-PdCI-UDEUR-IdV         | 2 maggio 2005     | 27 ottobre 2009 | VIII (2005) |
| –                                                     |                            |                            | Esterino Montino (Vicepresidente f.f.) (1948– ) | Partito Democratico                            | Marrazzo                                   | 27 ottobre 2009     | L'Unione PD-PRC-FdV-PdCI-UDEUR-IdV         | 16 aprile 2010    |                 | VIII (2005) |
| 17                                                    |                            |                            | Renata Polverini (1962– )                       | Il Popolo della Libertà                        | Polverini                                  |                     | Centro-destra PdL-UdC-LD                   | 16 aprile 2010    | 12 marzo 2013   | IX (2010)   |
| 18                                                    |                            |                            | Nicola Zingaretti (1965– )                      | Partito Democratico                            | Zingaretti I                               |                     | Italia. Bene Comune PD-SEL-CD-PSI          | 12 marzo 2013     | 19 marzo 2018   | X (2013)    |
| 18                                                    | Zingaretti II              |                            | Nicola Zingaretti (1965– )                      | Partito Democratico                            | PD-LeU-+E-M5S                              | 19 marzo 2018       | 10 novembre 2022                           | XI (2018)         |                 |             |
| –                                                     | Zingaretti II              |                            |                                                 | Daniele Leodori (Vicepresidente f.f.) (1969– ) | PD-LeU-+E-M5S                              | Partito Democratico | 10 novembre 2022                           | XI (2018)         | 2 marzo 2023    |             |
| 19                                                    |                            |                            | Francesco Rocca (1965– )                        | Indipendente di destra                         | Rocca                                      |                     | Centro-destra FdI-Lega-FI-NM               | 2 marzo 2023      | In carica       | XII (2023)  |

## Presidenti per durata complessiva

Bandiera del Lazio.

| N. | Presidente              | Giorni in carica |
| -- | ----------------------- | ---------------- |
| 1  | Nicola Zingaretti       | 3530             |
| 2  | Giulio Santarelli       | 2056             |
| 3  | Francesco Storace       | 1813             |
| 4  | Piero Badaloni          | 1795             |
| 5  | Piero Marrazzo          | 1639             |
| 6  | Bruno Landi             | 1558             |
| 7  | Renata Polverini        | 1002             |
| 8  | Francesco Rocca         | 902              |
| 9  | Rodolfo Gigli           | 740              |
| 10 | Rinaldo Santini         | 699              |
| 11 | Sebastiano Montali      | 655              |
| 12 | Luigi Cipriani          | 645              |
| 13 | Giorgio Pasetto         | 565              |
| 14 | Girolamo Mechelli       | 503              |
| 15 | Maurizio Ferrara        | 500              |
| 16 | Gabriele Panizzi        | 469              |
| 17 | Carlo Proietti          | 331              |
| 18 | Roberto Palleschi       | 183              |
| –  | Esterino Montino (f.f.) | 171              |
| 19 | Arturo Osio             | 149              |
| –  | Daniele Leodori (f.f.)  | 112              |